# Il piano
Il piano (El plan) è un film spagnolo del 2019, diretto da Polo Menárguez e interpretato da Antonio de la Torre Martín, Raúl Arévalo e Chema del Barco. Si tratta di un adattamento cinematografico della pièce El Plan di Ignasi Vidal, già recitata a teatro da uno dei tre attori (del Barco).

## Trama
Sono le nove del mattino di una calda giornata estiva nel quartiere Usera (Madrid). Paco, Ramón e Andrade, tre amici disoccupati da quando l'azienda in cui lavoravano ha chiuso, decidono di realizzare un piano.
Quando i tre finalmente si ritrovano, un contrattempo impedisce loro di uscire di casa: l'auto di cui avevano bisogno per spostarsi è in panne. Mentre cercano un altro modo per raggiungere la loro destinazione, vengono coinvolti in una serie di discussioni imbarazzanti che lentamente disveleranno i loro reciproci non-detti: Andrade ha appena incontrato per strada una persona la cui assenza lo ha segnato, Paco sta per scoprire un doloroso segreto del suo matrimonio, e Ramón è ossessionato da una serie di problemi psicologici che nessuno capisce. La risposta alle loro domande e la rivelazione delle loro miserie finiranno per cambiare per sempre la loro amicizia. Nel frattempo, ogni minuto che passa inevitabilmente impedisce loro di eseguire il piano.

## Produzione
Le riprese del film si sono svolte a Madrid, dal 18 febbraio al 26 aprile 2019.

## Distribuzione
Alla data odierna (Giugno 2022), le date di uscita sono state:
- 22 ottobre 2019 (Semana Internacional de Cine de Valladolid)
- 12 novembre 2019 (Festival de Cine Europeo de Sevilla)
- 21 febbraio 2020 (Spagna)
- 30 luglio 2020 (Grecia)
- 14 ottobre 2021 (Corea del Sud) (Internet)

## Riconoscimenti
- 2021 -
  - Premios Goya
    - candidatura come Miglior attore rivelazione a Chema del Barco nel ruolo di Ramón
    - candidatura come Miglior sonoro per Mar González, Francesco Lucarelli e Nacho Royo-Villanova

  - Medallas del Círculo de Escritores Cinematográficos
    - Miglior attore rivelazione a Chema del Barco